# Minnie's Yoo-Hoo

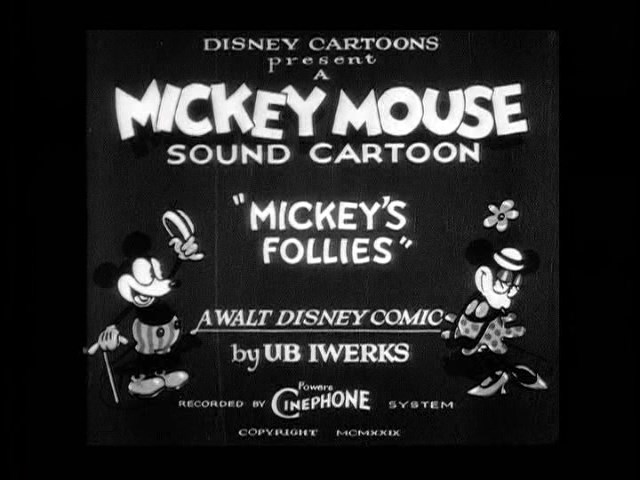
La canción apareció por primera vez en Mickey's Follies (1929).

Minnie's Yoo-Hoo es una canción presentada en el dibujo animado de 1929 Mickey's Follies de la serie Mickey Mouse. La canción fue compuesta por Walt Disney y Carl Stalling. Fue la primera canción de Disney publicada en formato de partitura musical.
La canción, interpretada por Mickey Mouse, alaba a su novia Minnie Mouse, acompañado por otros animales. En Mickey's Follies, la voz de Mickey fue proporcionada por un empleado anónimo del estudio, ya que en los primeros días Walt Disney aún no era la voz exclusiva de Mickey.
Una versión instrumental fue utilizada como tema de apertura de todos los dibujos animados de Mickey Mouse desde The Jazz Fool (1929) hasta Mickey's Steam Roller (1934), y también como tema principal de los Mickey Mouse Clubs originales de los años 30 en los teatros. La canción fue popular en discos.
Se utilizó en los créditos de la serie de televisión de Disney de 1972 The Mouse Factory, y también como tema musical del personaje Don Ramón en El Chavo del Ocho y del sketch de Chómpiras en Los Caquitos.